# Closteropus argentatus
Closteropus argentatus là một loài bọ cánh cứng trong họ Cerambycidae.